# Abel Brunier
Pour les articles homonymes, voir Brunier.
Abel Brunier (ou Brunyer), né le 22 décembre 1572 à Uzès et mort le 14 juillet 1665 à Paris, est un médecin et botaniste français.

## Biographie
De religion réformée, fils de Claude de Brunier et d'Ève de Trouillet, il est issu d'une famille établie à Uzès mais originaire du Viennois. Quand son père meurt, une partie de sa famille, restée catholique, l'abandonne.
Il craint, s'il choisit, comme ses aïeux, la carrière militaire, d'avoir à prendre les armes contre son roi. Il devient plutôt diplômé de la faculté de médecine de Montpellier en 1596, et poursuit sa formation en Espagne (Cordoue et Salamanque) et en Italie (Pavie).
Fixé à Paris comme praticien, et réputé à la cour, Abel Brunier est d'abord médecin des filles d'Henri IV, dès 1602, puis de Gaston de France, dès sa naissance en 1608. Louis XIII, devenu roi, le récompense et Richelieu l'attache à la personne de Gaston de France, comme médecin, mais surtout pour que le frère du roi profite de sa modération.
Abel Brunier épouse en 1618, à Paris, Elisabeth Deschamps (1595–16..), fille d'un conseiller du Roi, receveur des tailles en l'élection de Châteaudun, cousine de Paul Phélypeaux de Pontchartrain (1569–1621), seigneur de Pontchartrain, secrétaire d’État (1610–1621). Les témoins du marié sont, en qualité d'amis, le comte de Moret (fils naturel d’Henri IV), le duc d'Uzès et trois maréchaux de France, Cadenet (frère du connétable de Luynes), Bassompierre et d'Ornano.
En 1620, Richelieu l'envoie comme négociateur auprès des protestants de Montpellier ; il est récompensé de sa mission par une pension du roi portée à la somme de 3 000 livres.
Dès 1622, il tombe cependant dans une relative disgrâce, sans perdre ses emplois à la cour. Ce n'est qu'en 1631 qu'il est proscrit par Louis XIII, pour avoir accompagné Gaston, duc d’Orléans, dans sa fuite en Lorraine. Par contre, il devient Premier Médecin du duc.
Une fois la paix rétablie entre Louis XIII et son frère, Abel Brunier est nommé en 1636 directeur du jardin botanique du château de Blois, propriété du duc d’Orléans. C'est là qu'il écrit l'ouvrage pour lequel on a retenu son nom, Hortus regius Blesensis, catalogue des fruits et fleurs des jardins de Blois, publié en 1653 et qui sera réédité en 1669 par Robert Morison.
En 1639, Abel Brunier est nommé conseiller d’État, puis, l'année suivante, docteur honoris causa de l’université de Montpellier. Il demeure Premier Médecin du duc d’Orléans jusqu’à la mort de ce prince en 1660. En 1699, il est mentionné par Laurent-Charles d'Houry comme médecin des enfants de France. En 1663, à l'âge de 90 ans, il est anobli par lettres patentes de Louis XIV.
Sa fille Madeleine (née en 1620, morte après 1696) épouse en 1648, à Paris, Louis Le Carlier (1613–1671), chevalier, seigneur d'Herlyes, Curchy, Neufchâtel[Lequel ?] et La Haye, cadet au régiment des Gardes, puis officier dans le régiment de la Ferté-Senneterre, également de religion réformée, gentilhomme picard maintenu dans sa noblesse en 1666. Louis Le Carlier était fils de Philippes Le Carlier, seigneur d'Herlye, et de Suzanne de Nogentel de Trosly.

## Œuvres
- Hortus regius Blesensis sur Google Livres, Paris, Antoine Vitré, 1655Nouvelle édition : « Vous verrez dans ce catalogue cinq cents plantes plus que dans le premier. »  (p. 107)

## Compléments

### Brunier dans la culture

#### Chanson
Son Altesse peu de temps but,

Car dessus ses jambes il chut

Une très douloureuse goutte,

Mais où nul vivant ne vit goutte,

Fût-ce Brunier, son médecin,

N'en déplaise à Jean Calvin.

C'est grand dommage que cet homme

Ne croie pas au pape de Rome,

Car à tout le monde il est cher,

Quoiqu'en Carême mangeant chair.
— Paul Scarron

#### Iconographie
- Nous avons d'Abel Brunier une gravure de Pierre Landry[7].